# Marten von Barnekow
Marten von Barnekow (né le 18 mars 1900 à Kronburg, mort le 29 janvier 1967 à Hof) est un cavalier d'obstacles allemand.

## Biographie
Il appartient à la famille Barnekow.
En 1929 et 1932, il remporte  le Deutsches Spring-Derby.
Aux Jeux olympiques d'été de 1936 à Berlin, il remporte la médaille d'or par équipe ; en individuel, il termine 26e.
Il compose une méthode de formation des chevaux.

## Source, notes et références
1. ↑  (de) Werner Langmaack, « In den Anfängen nur für Herrenreiter », Die Welt,‎ 17 mai 2004 (lire en ligne, consulté le 20 décembre 2023).
2. ↑  https://www.sports-reference.com/olympics/athletes/vo/marten-von-barnekow-1.html

- (de) Cet article est partiellement ou en totalité issu de l’article de Wikipédia en allemand intitulé « Marten von Barnekow » (voir la liste des auteurs).